# Кіна Кидрева
Кіна Христова Кидрева (болг. Кина Христова Къдрева; нар. 27 вересня 1931, Бургас, Болгарія — 27 липня 2020) — болгарська дитяча письменниця, драматург, публіцист, редактор дитячої телепрограми «На добраніч, малята!» на Болгарському державному телебаченні.

## Біографія
Вивчала болгарську філологію в Софійському університеті. Після закінчення університету почала писати дитячі оповідання та казки. Її перші дві книги — «Милкиното дръвче» і «Синята камбанка» схвалив до видання болгарський письменник Еміліан Станєв. Пізніше була запрошена на болгарське національне телебачення, на посаду редактора дитячої телепрограми «На добраніч, малята!».

## Творчість
Свою першу поему написала, будучи ученицею третього класу у віці 9 років.
Авторка прозових і поетичних творів для дітей, сценаріїв дитячих телевізійних п'єс, історій та веселих віршиків і оповідань для дитячої передачі «На добраніч, малята!». Казки К. Кидревої включені до підручників молодших класів болгарських шкіл, творчість письменниці вивчають в університетах країни. Письменниці належать численні афоризми.
Крім численних дитячих книжок, Кіна Кидрева є авторкою кількох творів для дорослого читача, а також теоретичних досліджень літературного творчого процесу, створення творів казкового жанру і фантазії, як моменту в розвитку творчої особистості, а також, п'єс і публіцистичних статей і робіт.
За книгу «Повість про пустотливу скакалку» в 1994 році К. Кидреву було включено до почесного списку Міжнародної ради з дитячої та юнацької літератури ЮНЕСКО (Honour List of the International Board on Books for Young People).
У 2011 році Кіна Кидрева нагороджена болгарською національною літературною премією «Костянтин Константинов» за багаторічний внесок у дитячу літературу.

## Вибрана бібліографія
Книги для дітей
- 1962 — «Милкиното дръвче»
- 1965 — «Синята камбанка»
- 1966 — «Зайчето і момичето»
- 1967 — «Капчица роса»
- 1969 — «Веселі пригоди на Грухчо, Галунка, Гащаран і Врабчолан»
- 1970 — «Володя і брезичката. Разказ за детството на Ленін»
- 1973 — «Хиляда златні рибки»
- 1980 — «Приказки»
- 1981 — «Голяма приказна книга»
- 1988 — «Песничка за джуджето»
- 1989 — «Таратунчо-Барабунчо»
- 1992 — «Приказка за палавото скакалче»
- 1993 — «Малка жабешка приказка»
- 1996 — «Нощта на чудесата»
- 1997 — «Голяма летяща приказка»
- 2010 — «Таралежчето Черешко»

Російською мовою була видана книга «Веселі пригоди Хрюкчи, Мурлички, Шаровара і Воробейка» (Софія -Прес 1971).
Книги для дорослого читача
- 1996 — «Змей под пухена възглавница»
- 1997 — «Литургія за усмивка» (роман)
- 2000 — «Тъмното» (роман)
- 2007 — «Омагьосаният кръг» (поезія)

Телевізійні програми
- «Вълшебната ракла»
- «Герчо с тамбурата»
- «Магазинчето на приказките»
- «Климент пее и рисува»
- «Оркестър горски музиканти»
- «Две ръчички — десет пръста»
- «Албум на годината»
- «Пееща азбука»
- «Коко и вълшебният тромпет» (мюзикл)
- «Жар морякът» (4-серійний телефільм)

П'єси
- «Приключения в сряда срещу събота» (удостоєна премії на Першому національному фестивалі дитячого театру)
- «Веселата уличка»
- «Нощта на чудесата»
- «Малка КВАК история»

Публіцистика
- 2006 — «Децата и ние, или изкуството да си родител»
- 2009 — «Вълшебната призма»
- 2009 — «Отвъд мита за писателите»